# توپ طلای فیفا ۲۰۱۵
توپ طلای فیفا ۲۰۱۵ (فرانسوی: 2015 FIFA Ballon d'Or‎)، ششمین سال از جوایز فیفا برای بهترین بازیکنان و مربیان فوتبال سال ۲۰۱۵ بود. جوایز در ۱۱ ژانویه ۲۰۱۶ در زوریخ، سوئیس اهدا شد.

## نامزدها و برندگان
نتایج توپ طلای فیفا در سال ۲۰۱۵ بدین قرار بود:
| رتبه | بازیکن            | ملیت     | باشگاه(ها)                | آرا    |
| ---- | ----------------- | -------- | ------------------------- | ------ |
| ۱    | لیونل مسی         | آرژانتین | باشگاه فوتبال بارسلونا    | ۴۱٫۳۳٪ |
| ۲    | کریستیانو رونالدو | پرتغال   | باشگاه فوتبال رئال مادرید | ۲۷٫۷۶٪ |
| ۳    | نیمار             | برزیل    | باشگاه فوتبال بارسلونا    | ۷٫۸۶٪  |

بیست نفر زیر نامزدهای اصلی در رقابت برای کسب توپ طلای ۲۰۱۵ بودند:
| رتبه | بازیکن             | ملیت     | باشگاه(ها)                                        | آرا     |
| ---- | ------------------ | -------- | ------------------------------------------------- | ------- |
| ۴    | روبرت لواندوفسکی   | لهستان   | باشگاه فوتبال بایرن مونیخ                         | ۴٫۱۷٪   |
| ۵    | لوییس سوارز        | اروگوئه  | باشگاه فوتبال بارسلونا                            | ۳٫۳۸٪   |
| ۶    | توماس مولر         | آلمان    | باشگاه فوتبال بایرن مونیخ                         | ۲٫۲۱٪   |
| ۷    | مانوئل نویر        | آلمان    | باشگاه فوتبال بایرن مونیخ                         | ۱٫۹۷٪   |
| ۸    | ادن آزار           | بلژیک    | باشگاه فوتبال چلسی                                | ۱٫۳۳٪   |
| ۹    | آندرس اینیستا      | اسپانیا  | باشگاه فوتبال بارسلونا                            | ۱٫۲۴٪   |
| ۱۰   | الکسیس سانچز       | شیلی     | باشگاه فوتبال آرسنال                              | ۱٫۱۸٪   |
| ۱۱   | زلاتان ابراهیموویچ | سوئد     | باشگاه فوتبال پاری سن ژرمن                        | ۱٫۱۳٪   |
| ۱۲   | یحیی توره          | ساحل عاج | باشگاه فوتبال منچستر سیتی                         | ۰٫۸۹٪   |
| ۱۳   | سرخیو آگوئرو       | آرژانتین | باشگاه فوتبال منچستر سیتی                         | ۰٫۸۶٪   |
| ۱۴   | خاویر ماسچرانو     | آرژانتین | باشگاه فوتبال بارسلونا                            | ۰٫۷۹٪   |
| ۱۵   | پل پوگبا           | فرانسه   | باشگاه فوتبال یوونتوس                             | ۰٫۷۲٪   |
| ۱۶   | گرت بیل            | ولز      | باشگاه فوتبال رئال مادرید                         | ۰٫۶۵٪   |
| ۱۷   | آرتورو ویدال       | شیلی     | باشگاه فوتبال یوونتوس باشگاه فوتبال بایرن مونیخ   | ۰٫۵۸٪   |
| ۱۸   | کوین دی بروینه     | بلژیک    | باشگاه فوتبال وولفسبورگ باشگاه فوتبال منچستر سیتی | ۰٫۴۷٪   |
| ۱۹   | خامس رودریگز       | کلمبیا   | باشگاه فوتبال رئال مادرید                         | ۰٫۴۵٪   |
| ۲۰   | کریم بنزما         | فرانسه   | باشگاه فوتبال رئال مادرید                         | ۰٫۴۰٪   |
| ۲۱   | تونی کروس          | آلمان    | باشگاه فوتبال رئال مادرید                         | ۰٫۲۹۳۱٪ |
| ۲۲   | آرین روبن          | هلند     | باشگاه فوتبال بایرن مونیخ                         | ۰٫۲۹۳۰٪ |
| ۲۳   | ایوان راکیتیچ      | کرواسی   | باشگاه فوتبال بارسلونا                            | ۰٫۰۵٪   |